# Phrynichus pusillus
Phrynichus pusillus är en spindeldjursart som beskrevs av Pocock 1894. Phrynichus pusillus ingår i släktet Phrynichus och familjen Phrynichidae. Inga underarter finns listade i Catalogue of Life.